# Stéphane Simon
Pour les articles homonymes, voir Simon.
Stéphane Simon, né le 1er mai 1967 à Nantes (Loire-Atlantique), est un producteur de télévision indépendant, un éditeur de médias et un animateur de radio français.
Patron des sociétés de production TéléParis (télévision), Le Magasin Numérique (WebTV), Outside Films (Documentaires et fictions) et Open Media Factory (prestations techniques). Il est connu pour avoir été le producteur de Thierry Ardisson.
Au cours de sa carrière à la télévision, il produit une centaine d’émissions, parmi lesquelles « Rive droite / Rive gauche » sur Paris Première, « Concerts sauvages » sur France 4, « La Boîte à musique » sur France 2 ou « Salut les Terriens » sur Canal+.
À partir de 2015, sur le model de la « webTV de niche », fonctionnant de manière autonome, payante et sans publicité, il crée notamment « Michel Onfray TV » et « Polony TV ».

## Biographie

### Origine
Stéphane Simon est le fils d'un instituteur communiste athée. Il grandit à Nantes,.

### Reporter
Il travaille d'abord comme reporter correspondant à Calcutta. Il écrit un article consacré à l'histoire d'un tueur en série publié par Libération qui attire l'attention du directeur de France-Soir, Michel Schifres. Celui-ci le recrute comme reporter à la rubrique faits divers de France-Soir et le fait rentrer à Paris. C'est ainsi qu'il rencontre Thierry Ardisson en 1988.

### Redacteur en chef
En 1993, embauché par Thierry Ardisson pour prendre la rédaction-en-chef d'Entrevue, il relance le magazine en réorientant la ligne éditoriale vers la critique de la télévision.
En 1995, il présente avec Michel Polac l'émission Y'a débat sur MCM. Alors qu'il y est chroniqueur, il tend une barrette de cannabis à Lionel Jospin qui avoue alors avoir fumé du haschich dans sa jeunesse.
Il est ensuite engagé comme rédacteur-en-chef des magazines de Tina Kieffer sur TF1, avant de rejoindre le groupe Expand où il développe des jeux et du divertissement.

### Producteur de télévision
En 1998, Thierry Ardisson fait à nouveau appel à lui, cette fois pour reprendre la production de son émission Rive droite / Rive gauche, en difficulté sur Paris Première.
En 1999, il fonde la société Téléparis. Avec celle-ci, il produit de nombreuses émissions, parmi lesquelles « Concerts sauvages » sur France 4, « La Boîte à musique » (Jean-François Zygel), « L'Objet du scandale » et « L'aventure du Rond Point » sur France 2, « Salut les Terriens » et « Le Cercle » (avec Frédéric Beigbeder) sur Canal+, le talk-show « Rive Droite » et « Paris Dernière » sur Paris Première, « Les uns, les autres » et « Teum-Teum » sur France 5, « Face aux Français » sur France 2, « Les dessous de table » sur Direct 8, « Culture Club » sur MCS et « Troisième Rappel » sur France 3,,,,.
En 2010, TéléParis compte 50 collaborateurs et réalise un chiffre d'affaires de 15 à 18 millions d'euros par an.
Il est à l'origine de « la télé in situ », un type de production privilégiant les décors naturels (dans la rue, dans un appartement) aux plateaux pré-fabriqués. Cette innovation permet de réduire les coûts tout en proposant un objet télévisuel original. Il utilise notamment la télé in situ pour les émissions 93, Faubourg Saint-Honoré et Paris Dernière,.
Il est également producteur de documentaires et de fictions à travers la société de production Outside Films. Il produit notamment en 2016 L'Outsider, en 2017 La Quête d'Alain Ducasse et en 2018 Mia et le Lion Blanc.

### Producteur de WebTV et de médias en ligne
En 2015, il se diversifie dans le numérique avec le lancement de plusieurs Web TV. Convaincu, que « l'avenir est aux médias digitaux et de niche », il crée plusieurs « webTV de niche » fonctionnant de manière « autonomes », payantes et sans publicité, vues comme « un nouveau modèle citoyen ». Il collabore notamment avec les journalistes Natacha Polony (Polony TV), Aymeric Caron (Komodo TV) et Daniel Riolo et Gilbert Brisbois (revue After Foot), André Bercoff et Gilles-William Goldnadel (La France Libre TV et Goldnadel TV), l’humoriste Sandrine Sarroche et l'essayiste Michel Onfray (MichelOnfray.com). Sa société Le Magasin Numérique produit aussi le site web « Tellement Soif » (avec le journaliste-oenologue Antoine Gerbelle et le chef cuisinier Yves Camdeborde) consacré au vin,,,.
En 2016, il crée Michel Onfray TV et Polony TV qui comptent respectivement 12.000 et 10.000 abonnés payants en 2017.
En 2017, il emploie 50 salariés et fait travailler plusieurs centaines d'intermittents du spectacle.
En mai 2020, il crée avec Michel Onfray la revue Front Populaire qui se propose, selon ses propres mots, de réunir « ceux qui défendent un retour de la politique française, et qui sont des souverainistes de droite et de gauche. » En novembre de la même année, il s'associe avec Bernard de La Villardière, Sami Biasoni, Louis Perrin et Anne-Henri de Gestas pour lancer le media en ligne Neo, qui annonce vouloir « raconter « positivement » la France, son terroir et son histoire »,.
Lors de l'élection présidentielle française de 2022, sa société Open Media Factory travaille pour les campagnes de Marine Le Pen et Valérie Pecresse.
En 2023, il est le cofinanceur majoritaire du média en ligne Factuel, orienté à droite,, qui est en cessation de paiement en mai 2024.
Il est animateur de radio dans l’émission « L’Heure libre » puis dans « L'Affaire dans l'affaire » sur Sud Radio.